# Bernardo Atilano
Bernardo Sousa dos Santos Cardoso Atilano (Lisboa, Cascais, 19 de junho de 1996) é um jogador profissional de Badminton. Representou Portugal na 2ª Edição dos Jogos Europeus em Minsk na vertente de Singular Homem alcançando o 17º lugar.
Na época 2018/2019 conquistou o Tri Campeonato Nacional de Seniores (após 2016/2017, 2017/2018). Representa a Seleção Nacional de Badminton atualmente.
Representou Portugal no Campeonato da Europa, na Dinamarca em 2017 alcançando os oitavos-de-final na prova de Singular Homem.

## Biografia
Natural do concelho de Lisboa, Bernardo Atilano começou a praticar badminton aos seis anos de idade e obteve a sua melhor posição do ranking mundial da modalidade em Outubro de 2019 ao ser 112º lugar. Encontra-se a estudar Ciências do Desporto na FMH.